# Vermont State Colleges
Die Vermont State Colleges (VSC) sind ein Verbund staatlicher Hochschulen im US-Bundesstaat Vermont mit Sitz in Waterbury. Er wurde 1961 gegründet, wobei der älteste Standort, das Castleton State College schon 1787 gegründet wurde.

## Studenten
Derzeit studieren an den 5 Standorten etwa 13.000 Studenten. Etwa 60 % stammen aus Vermont, 40 % kommen aus über 40 US-Bundesstaaten und mehr als 45 Ländern. Das Verhältnis von Professoren zu Studenten liegt bei 1:16.

## Standorte
- Master’s Universities:
  - Castleton State College, 2000 Studenten, 1787 gegründet
  - Johnson State College, 1759 Studenten, 1828 gegründet
- Baccalaureate college:
  - Lyndon State College, 1350 Studenten, 1911 gegründet
  - Vermont Technical College, 1453 Studenten, 1866 gegründet
- Associate's College:
  - Community College of Vermont, über 9000 Studenten, 1970 gegründet